# Хиден Вали (Индијана)
Хиден Вали (енгл. Hidden Valley) насељено је место без административног статуса у америчкој савезној држави Индијана.

## Демографија
По попису из 2010. године број становника је 5.387, што је 970 (22,0%) становника више него 2000. године.
| Група             | 2000.         | 2010.         |
| Белци             | 4.297 (97,3%) | 5.218 (96,9%) |
| Афроамериканци    | 12 (0,3%)     | 13 (0,2%)     |
| Азијати           | 22 (0,5%)     | 27 (0,5%)     |
| Хиспаноамериканци | 36 (0,8%)     | 73 (1,4%)     |
| Укупно            | 4.417         | 5.387         |